# Cerkiew Ikony Matki Bożej „Pomnożycielka Chlebów” w Szastałach
Cerkiew pod wezwaniem Ikony Matki Bożej „Pomnożycielka Chlebów” – prawosławna cerkiew filialna w Szastałach. Należy do parafii św. Michała Archanioła w Bielsku Podlaskim, w dekanacie Bielsk Podlaski diecezji warszawsko-bielskiej Polskiego Autokefalicznego Kościoła Prawosławnego.
Świątynię wzniesiono w latach 1999–2005, w pobliżu cmentarza prawosławnego. Inicjatorem budowy był ks. Leoncjusz Tofiluk, projektantem – Zachary Szachowicz, natomiast głównym wykonawcą – cieśla Józef Czołomiej.
Budowla wzniesiona na planie krzyża, na kamiennej podmurówce, drewniana, o konstrukcji zrębowej. Nad wejściem daszek wsparty na dwóch słupach. Nad kruchtą ośmioboczna wieża zwieńczona ostrosłupowym, blaszanym hełmem. Prezbiterium zamknięte wielobocznie. Dach blaszany, wieloboczny, tworzący okap wokół całej świątyni. Nad nawą ośmioboczna wieżyczka zwieńczona latarnią z cebulastym hełmem. Nad prezbiterium wieżyczka z baniastym hełmem.
Główna uroczystość obchodzona jest 28 października (według starego stylu 15 października) – w święto Ikony Matki Bożej „Pomnożycielka Chlebów”.